# Callitriche terrestris
Callitriche terrestris là một loài thực vật có hoa trong họ Mã đề. Loài này được Raf. mô tả khoa học đầu tiên năm 1808.